# Symbatica cryphias
Symbatica cryphias is een vlinder uit de familie tastermotten (Gelechiidae). De wetenschappelijke naam van deze soort is voor het eerst geldig gepubliceerd in 1910 door Meyrick.
De soort komt voor in tropisch Afrika.